# Axonopus pressus
Axonopus pressus é uma espécie de  planta do gênero Axonopus e da família Poaceae. O porte
robusto, folhas longilíneas ásperas e os rizomas falciformes imbricados e
rígidos na base dos colmos são características muito úteis para o
reconhecimento de A. pressus.
Essa espécie apresenta afinidades morfológicas com Axonopus suffultus, da qual se diferencia
principalmente pelo fato desta última espécie possuir bainhas esverdeadas com
colo indistinto, lâminas lanceoladas, perfilhos com aspecto flabeliforme e pelo
antécio superior glabro (vs. lâminas lineares e lema superior com alguns
tricomas diminutos e hialinos no ápice).

## Taxonomia
A espécie foi descrita em 1938 por Lorenzo Raimundo Parodi.
O seguinte sinônimo já foi catalogado:  
- Axonopus derbyanus  G.A. Black

## Forma de vida
É uma espécie terrícola e herbácea.

## Conservação
A espécie faz parte da Lista Vermelha das espécies ameaçadas do estado do Espírito Santo, no sudeste do Brasil. A lista foi publicada em 13 de junho de 2005 por intermédio do decreto estadual nº 1.499-R.

## Distribuição
A espécie é encontrada nos estados brasileiros de Bahia, Distrito Federal, Espírito Santo, Goiás, Maranhão, Minas Gerais, Mato Grosso do Sul, Mato Grosso, Pará, Paraná, Rio Grande do Norte, Rio Grande do Sul, São Paulo e Tocantins.
A espécie é encontrada nos  domínios fitogeográficos de Floresta Amazônica, Caatinga, Cerrado e Mata Atlântica, em regiões com vegetação de áreas antrópicas, caatinga, campos de altitude, pradaria, campos rupestres, cerrado, savana amazônica e vegetação sobre afloramentos rochosos.